# 4675 Ohboke
4675 Ohboke је астероид главног астероидног појаса са средњом удаљеношћу од Сунца која износи 2,410 астрономских јединица (АЈ).
Апсолутна магнитуда астероида је 12,8.